# Рябина (Ульяновская область)
Рябина — железнодорожная станция (населённый пункт) в Радищевском районе Ульяновской области, в составе Калиновского сельского поселения.
Население - 190 (2010)

## География
Населённый пункт расположен в восточной части Радищевского района примерно в 31 км по прямой от рабочего посёлка Радищево (43 км по автодорогам). Ближайший населённый пункт - село Калиновка расположено в 5 км севернее станции. 

## История
РЯБИНА, с/х артель, на реке Кубра. Население — русские. Организована в 1921 году. 
Населённый пункт расположен при железнодорожной станции Рябина. 
Станция Рябина введена в эксплуатацию 1 ноября 1942 года в рамках участка Сенная - Сызрань, являющегося частью так называемой "Волжской рокады", меридиональной железнодорожной магистрали, построенной в прифронтовых условиях вдоль правого берега Волги.

## Население
Динамика численности населения по годам:
| Годы      | 2002 |
| --------- | ---- |
| Население | 211  |

| 2010 |
| ---- |
| 190  |

Национальный состав
Согласно результатам переписи 2002 года население составляли русские (79 %).